# پشت پنجه
پشت پنجه نام روستایی متروکه و گردشگری از توابع بخش بررود شهرستان کوهسرخ در استان خراسان رضوی است. بر اساس سرشماری سال ۱۳۹۵ جمعیت آن خالی از سکنه بوده است. این روستای متروکه محل کشته‌شدن ملامحمد مغربی می‌باشد.

## جاذبه‌های گردشگری
از جاذبه‌های گردشگری این روستا می‌توان از کوه‌های سرخ، مزارهای پشت پنجه پسر و پدر نام برد:
| ردیف | نام اثر           | نگاره | دیرینگی          | موقعیت                                                                                          | شماره ثبت ملی | تاریخ ثبت     | منبع  |
| ---- | ----------------- | ----- | ---------------- | ----------------------------------------------------------------------------------------------- | ------------- | ------------- | ----- |
| ۱    | مزار پشت پنجه پسر |       | سده ۱۲ - ۱۳ قمری | ۱۵ کیلومتری شمال‌شرقی روستای اوندر ۳۵°۳۹′۱۱″ شمالی ۵۸°۲۵′۱۹″ شرقی / ۳۵٫۶۵۳۰۶°شمالی ۵۸٫۴۲۱۹۴°شرقی | ۱۳۱۸۱         | ۲۲ مرداد ۱۳۸۴ | [ ۳ ] |
| ۲    | مزار پشت پنجه پدر |       | اواخر دوره صفوی  | ۱۵ کیلومتری شمال‌شرقی اوندر ۳۵°۳۹′۱۵٫۴″ شمالی ۵۸°۲۵′۲۰٫۷″ شرقی / ۳۵٫۶۵۴۲۷۸°شمالی ۵۸٫۴۲۲۴۱۷°شرقی  | ۱۳۱۸۴         | ۲۲ مرداد ۱۳۸۴ | [ ۴ ] |